# Палата представників Техасу
Палата представників Техасу (англ. Texas House of Representatives) — нижня палата законодавчих зборів штату Техас.
До Палати представників входять 150 осіб, яких обирають в одномандатних округах у штаті Техас. Середній виборчий округ налічує близько 168 000  осіб. Вибори до Палати представників штату проводять що два роки першого вівторка після першого понеділка листопада. Депутатів обирають на два роки без обмеження терміну повноважень. Зала засідань розташована у Капітолії штату.

## Керівництво
Головою палати є речник, до обов'язків якого входить підтримка порядку, надання слова під час обговорення, призначення голів та членів комітетів, а також надсилання законопроєктів на розгляд комітетам. Тимчасовий речник обіймає формальну посаду.
| Посада            | Прізвище   | Партія                 | Офіс   | Округ |
| ----------------- | ---------- | ---------------------- | ------ | ----- |
| Речник            | Дейд Фелан | Республіканська партія | Бомонт | 21    |
| Тимчасовий речник | вакантно   |                        |        |       |

## Комітети
Нижче наведено список комітетів 81-ї легіслатури:
- Комітет із сільського господарства та худоби
- Комітет з асигнувань
  - Підкомітет з ділового та економічного розвитку
  - Підкомітет із кримінального правосуддя
  - Підкомітет з освіти
  - Підкомітет з федерального уряду
  - Підкомітет з питань охорони здоров'я та соціальних служб
  - Підкомітет з ураганів
  - Підкомітет зі стимулювання
- Комітет з кордонів та міжурядових зв'язків
- Комітет з бізнесу та промисловості
- Комітет з календаря
- Комітет із виправних установ
- Комітет у справах округів
- Комітет у справах кримінальної юрисдикції
- Комітет у справах культури, відпочинку та туризму
- Комітет у справах оборони та ветеранів
- Комітет із виборів
- Комітет з енергоресурсів
- Комітет із природоохоронного законодавства
- Комітет у справах федерального Фонду економічної стабілізації (спеціальний комітет)
- Комітет із загальних розслідувань та етики
- Комітет з вищої освіти
- Комітет у справах адміністративних органів палати
- Комітет у справах соціальних служб
- Комітет зі страхування
- Комітет у справах судової та цивільної юриспруденції
- Комітет у справах управління землями та ресурсами
- Комітет у справах ліцензування та процедури управління справами
- Комітет з календаря згоди
- Комітет із природних ресурсів
- Комітет з пенсій, інвестицій та фінансових ресурсів
- Комітет у справах державної освіти
- Комітет у справах охорони здоров'я
- Комітет у справах державної безпеки
- Комітет із перегляду меж виборчих округів
- Комітет правил та резолюцій
- Комітет із державних справ
- Комітет з технологій, економічного розвитку та трудових ресурсів
- Транспортний комітет
- Комітет у міських справах
- Бюджетний комітет

Існують також об'єднані комітети, до яких входять члени палати представників та сенату:
- Комітет із законодавчого нагляду за кримінальним судочинством
- Законодавчий аудиторський комітет
- Законодавчий бюджетний комітет
- Законодавчий бібліотечний комітет
- Sunset Advisory Commission
- Законодавча рада

## Склад
| склад                             | Партія (Колір означає більшість) | Партія (Колір означає більшість) | Партія (Колір означає більшість) | Разом |          |
| --------------------------------- | -------------------------------- | -------------------------------- | -------------------------------- | ----- | -------- |
| склад                             |                                  |                                  |                                  | Разом |          |
| склад                             | Республіканська                  | Демократична                     | Незалежні                        | Разом | Вакантно |
| Кінець 2010                       | 75                               | 73                               | 0                                | 148   | 2        |
|                                   |                                  |                                  |                                  |       |          |
| Початок 2011                      | 101                              | 49                               | 0                                | 150   | 0        |
| Кінець 2012                       | 101                              | 48                               | 0                                | 149   | 1        |
|                                   |                                  |                                  |                                  |       |          |
| Початок 2013                      | 95                               | 55                               | 0                                | 150   | 0        |
| Кінець 2014                       | 95                               | 55                               | 0                                | 150   | 0        |
|                                   |                                  |                                  |                                  |       |          |
| Початок 2015                      | 98                               | 52                               | 0                                | 150   | 0        |
| Кінець 2016                       | 99                               | 50                               | 1                                | 150   | 0        |
|                                   |                                  |                                  |                                  |       |          |
| Початок 2017                      | 95                               | 55                               | 0                                | 150   | 0        |
| Кінець 2018                       | 94                               | 56                               | 0                                | 150   | 0        |
|                                   |                                  |                                  |                                  |       |          |
| 2019-2020                         | 83                               | 67                               | 0                                | 150   | 0        |
|                                   |                                  |                                  |                                  |       |          |
| Початок 2021                      | 82                               | 67                               | 0                                | 149   | 1        |
| 6 березня 2021                    | 83                               | 67                               | 0                                | 150   | 0        |
| 30 липня 2021                     | 82                               | 67                               | 0                                | 149   | 1        |
| 19 серпня 2021                    | 82                               | 66                               | 0                                | 148   | 2        |
| 12 жовтня 2021 року               | 83                               | 66                               | 0                                | 149   | 1        |
| 3 листопада 2021 року             | 84                               | 66                               | 0                                | 150   | 0        |
| 15 листопада 2021 року            | 85                               | 65                               | 0                                | 150   | 0        |
| Результати після останніх виборів | 57%                              | 43%                              |                                  |       |          |

## Відомі колишні члени
- Дольф Бріско — губернатор Техасу (1973—1979)
- Джон Гарнер — член Палати представників США (1903—1933), спікер Палати (1931—1933) і віцепрезидент США (1933—1941)
- Рік Перрі — губернатор Техасу (з 2000)
- Кок Стівенсон — губернатор Техасу (1941—1947)
- Чарльз Вілсон — член Палати представників США (1973—1996), прототип головного героя книги та фільму «Війна Чарлі Вілсона»
- Кей Бейлі Гатчинсон — сенатор США (з 1993 до 2013)